# Germinal Cocho
Adonis Germinal Cocho Gil (Madrid, 1 de mayo de 1933 - Ciudad de México, 9 de mayo de 2019) fue un físico hispano-mexicano. 

## Biografía
En 1943 emigró a México como refugiado debido a la persecución impuesta por el franquismo a los simpatizantes de la Segunda República Española. Se graduó como Médico cirujano y físico en la Universidad Nacional Autónoma de México, y posteriormente se trasladó a la Universidad de Princeton para estudiar el doctorado en Física de partículas.
Fue profesor de la Facultad de Ciencias e Investigador Emérito del Instituto de Física de la UNAM.
Su línea de trabajo incluyó la física de partículas, la física no lineal, la biofísica, la biomedicina y los sistemas complejos. Germinal Cocho fue, a la vez que científico, humanista y dedicó parte de sus esfuerzos al estudio de las relaciones ciencia y sociedad y a la divulgación de la ciencia. Publicó una gran cantidad de artículos especializados y formó estudiantes. Fue invitado a impartir conferencias y cursos en universidades y centros extranjeros de excelencia. Germinal Cocho fue pionero en los estudios teóricos de las enfermedades complejas como el sida.

Familia
Esposa: María del Carmen Muñoz Rodríguez
Hijos: Rossana Cocho Muñoz, Marisol Cocho Muñoz, Karina Cocho Muñoz.
Hermano: Flavio Cocho Gil (1936-2013)

## Distinciones
- Investigador asociado del Centro Internacional de Física Teórica en Trieste, Italia.
- Premio de Investigación de la Academia Mexicana de Ciencias, en 1969.[3]
- Premio Universidad Nacional (UNAM) de Investigación, en 1991.
- Investigador Emérito de la UNAM, en 2002.

## Publicaciones selectas
1. García JA, Soto-Ramírez LE, Cocho G, et al. HIV-1 dynamics at different time scales under antiretroviral therapy. JOURNAL OF THEORETICAL BIOLOGY 238 (1): 220-229 JAN 7 2006
2. Boyer D, Miramontes O, Ramos-Fernández G, et al. Modeling the searching behavior of social monkeys. PHYSICA A-STATISTICAL MECHANICS AND ITS APPLICATIONS 342 (1-2): 329-335 OCT 15 2004
3. Aldana-González M, Cocho G, Larralde H, et al. Polymer transport in random potentials and the genetic code: The waltz of life. ANNALES HENRI POINCARE 4: S459-S474 Suppl. 1 2003
4. Ramos-Fernández G, Mateos JL, Miramontes O, et al. Levy walk patterns in the foraging movements of spider monkeys (Ateles geoffroyi) BEHAVIORAL ECOLOGY AND SOCIOBIOLOGY 55 (3): 223-230 JAN 2004
5. Cocho G, Cruz A, Martínez-Mekler G, et al. Replication ratchets: polymer transport enhanced by complementarity PHYSICA A-STATISTICAL MECHANICS AND ITS APPLICATIONS 327 (1-2): 151-156 SEP 1 2003
6. Miramontes P, Cocho G. DNA dimer correlations reflect in vivo conditions and discriminate among nearest-neighbor base pair free energy parameter measures. PHYSICA A-STATISTICAL MECHANICS AND ITS APPLICATIONS 321 (3-4): 577-586 APR 15 2003
7. Caballero L, Benítez M, Álvarez-Buylla ER, Hernández S, Arzola AV, Cocho G. An epigenetic model for pigment patterning based on mechanical and cellular interactions. JEZ B MOLECULAR AND DEVELOPMENTAL EVOLUTION 318(3):209-23. 2012.
8. Cruz-Rosas HI, Riquelme F, Maldonado M, Cocho G. Critical role of spatial information from chiral-asymmetric peptides in the earliest occurrence of life. INTERNATIONAL JOURNAL OF ASTROBIOLOGY. 16(1): 28-39. 2017. https://doi.org/10.1017/S147355041500049X
9. Cruz-Rosas HI, Riquelme F, Santiago P, Rendón L, Buhse T, Ortega-Gutiérrez F, ..., Miramontes P, Cocho G. Multiwall and bamboo-like carbon nanotubes from the Allende chondrite: A probable source of asymmetry. PLoS ONE. 14(7), e0218750. 2019. https://doi.org/10.1371/journal.pone.0218750